# Untertor (Dreieichenhain)

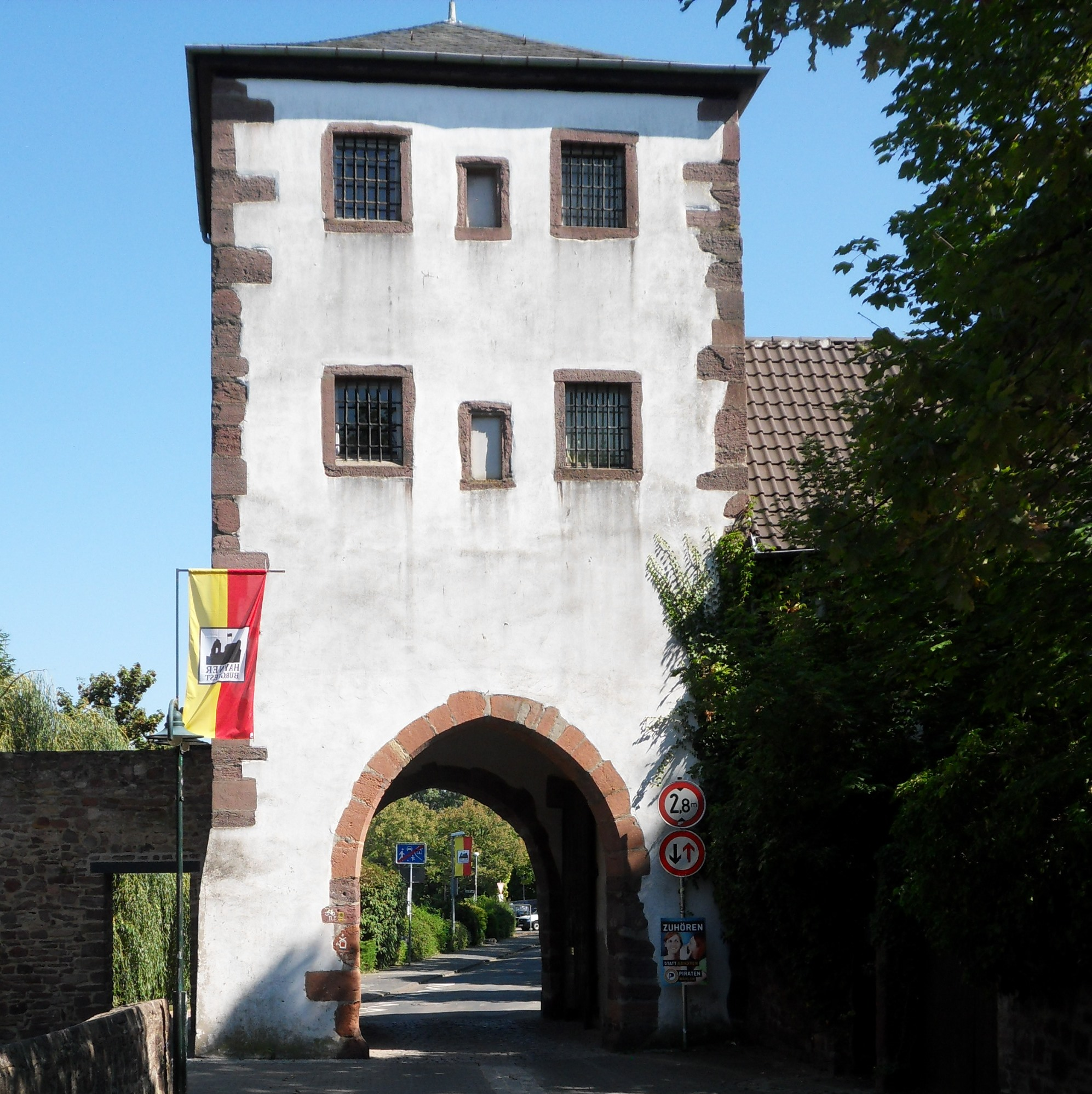
Stadtseite des Untertors in Dreieichenhain

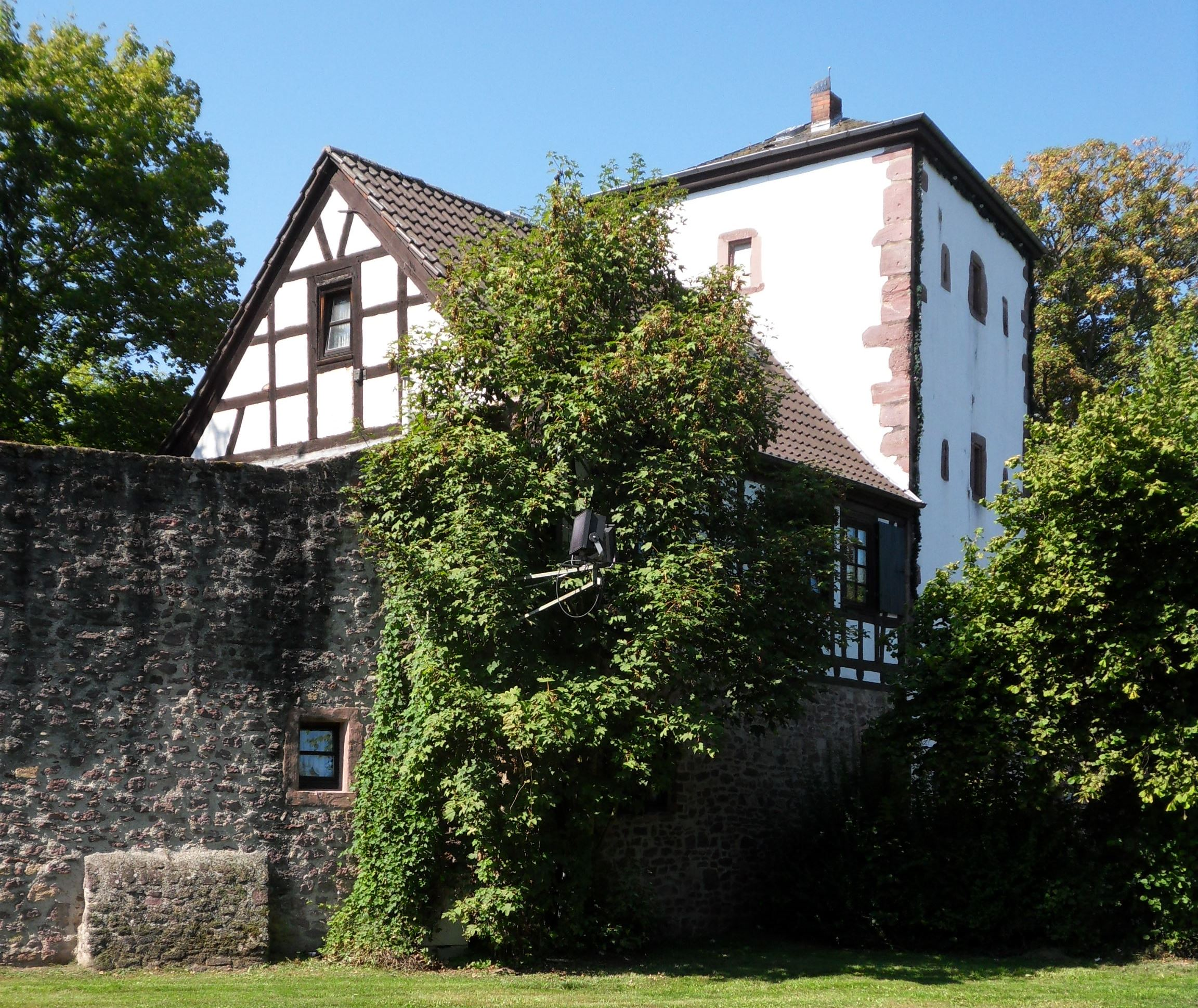
Feldseite

Das Untertor in Dreieichenhain, einem Stadtteil von Dreieich im südhessischen Landkreis Offenbach, wurde in der Mitte des 15. Jahrhunderts errichtet. Das Stadttor an der Fahrgasse ist ein geschütztes Kulturdenkmal.
Das dreigeschossige Tor aus Bruchsteinmauerwerk, das heute verputzt ist, wurde in die romanische Stadtmauer mit einem Außentor eingefügt. Dieses wurde 1790, der Fachwerkaufbau mit Walmdach 1805 abgebrochen.
Im Spitzbogengewände der gewölbten Durchfahrt sind noch steinerne Torangeln für das schwere Eichentor mit Schlupfpforte vorhanden.